# 케이프 인레이지

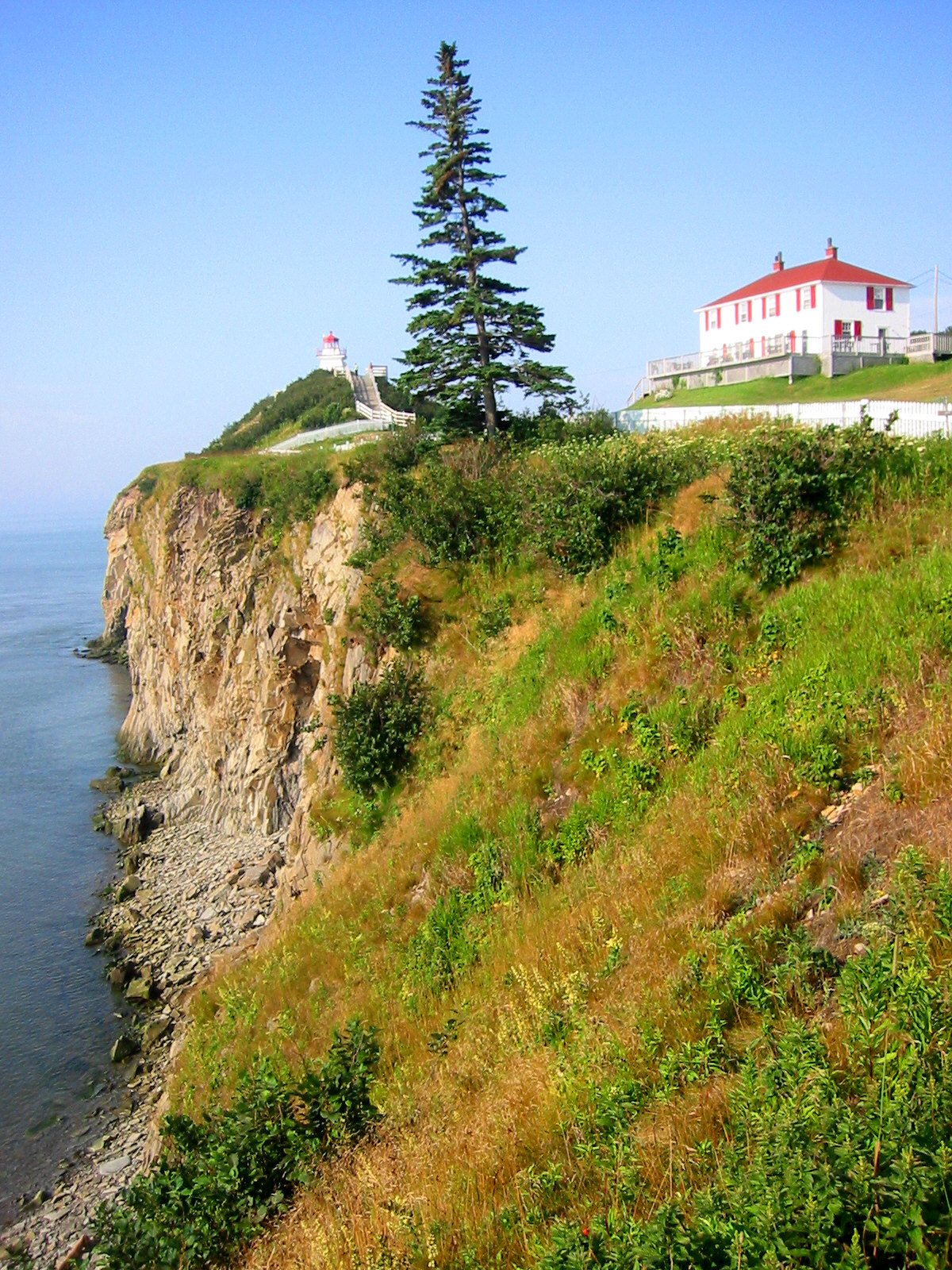
케이프 인레이지 등대

케이프 인레이지(Cape Enrage)는 캐나다 뉴브런즈윅주 앨버트 카운트에 위치한 반마시섬 남쪽 끝부분이다. 펀디국립공원의 동쪽입구의 리버사이드-앨버트와 앨마 사이의 해안을 따라 위치해 있다.
루트 915에서 접근이 가능한 이 섬은 그 자체로 50미터 이상 높이의 바다 절벽으로 둘러싸여 있다.